# Elisabeth Brockmann
Elisabeth Brockmann (* 11. August 1955, in Unna) ist eine deutsche Künstlerin und Autorin.

## Leben
Brockmann studierte von 1974 bis 1981 Malerei bei Gerhard Richter an der Kunstakademie Düsseldorf. 1998 hatte sie einen Lehrauftrag an der Hochschule für Gestaltung Karlsruhe. Sie stellt vorwiegend in Deutschland aus, aber auch in Warschau, Paris und Linz. Ihre Arbeiten werden in privaten und öffentlichen Räumen präsentiert sowie für Bühneninszenierungen genutzt. Brockmann lebt und arbeitet in Düsseldorf.

## Werk
Nach frühen malerischen Arbeiten, Fotocollagen und eigenen Texten konzentrierte sich Brockmann zunehmend auf die Fotografie. Wiederkehrendes Thema ihrer fotografischen Arbeiten ist das Spiel mit Licht und Transparenz. Folgerichtig ist in diesem Sinn ihre Arbeit mit Leuchtkästen, einem auch in der Werbung eingesetzten Mittel, welches nach dem Prinzip des Leuchttisches funktioniert. Die Künstlerin gestaltete damit verschiedene kleinere Arbeiten sowie Kunst-am-Bau-Projekte, die sie unter anderem in der Olympia-Schwimmhalle München, am Dresdner Albertinum und in der Stadt Friedberg realisierte. Die weithin leuchtende Farbigkeit lässt ihre Leuchtkastenbilder auffällig wirken und nimmt ihnen zugleich jede Materialität. Bei ihren Werken im öffentlichen Raum stehen Inszenierung, Durchdringung und Illusion im Vordergrund, wenn zum Beispiel alle Fenster der Front eines mehrstöckigen Ausstellungshauses zu einer intensiv blickenden Augenpartie verdichtet werden. Weiterhin thematisiert sie Überhöhung und Künstlichkeit in der Darstellung menschlicher Gesichter, indem sie Puppenköpfe oder gemalte ikonische Gesichter der christlichen Religion zum Motiv macht. Unter dem Titel GOLD entstanden später Fotografien, die auf Tuch oder Edelstahl gedruckt sind. Jenes Leuchten, welches die Künstlerin früher durch eine Lichtquelle jenseits des Bildes erzeugte, ist damit in das Bild hinein verlegt. Formal werden lichtdurchlässige, reflektierende oder lichtbrechende Schichten gezeigt: Wasser, Himmel, Wolken und Prismen. Die innerhalb natürlicher Formationen auftauchenden Prismen legen eine spezifische Lichtmetaphorik nahe. 2022 inszenierte sie den Lichthof im Dortmunder Baukunstarchiv als begehbaren Leuchtkasten, der sich in zahlreichen Spiegelwänden brach.

## Einzelausstellungen (Auswahl)
- 2022: Drama, Raum und Licht, Baukunstarchiv NRW Dortmund
- 2018: Freiheit, Raum und Licht, Museum für Angewandte Kunst Köln; parallel Collumina – Internationales Licht Kunst Projekt Köln mit Elisabeth Brockmann, Rafram Chaddad, Cuppetelli and Mendoza, Hartung | Trenz, Sonia Kallel, Diane Landry, Ken Matzubara, Anna Rosa Rupp, Christine Sciulli, Tilen Sepic, Kurt Laurenz Theinert und Lukas Pearse. Standorte u. a. Museum für Angewandte Kunst Köln und Imhoff-Schokoladenmuseum (künstlerische Leitung Bettina Pelz).[7]
- 2010: Kunstverein Duisburg
- 2001: ok centrum (Offenes Kulturhaus Oberösterreich) Linz
- 1999, 2001, 2006, 2009 Galerie Horst Schuler Düsseldorf
- 1998 Centre National de la Photographie Paris; Kulturpalast Warschau
- 1997, 2001, 2005, 2017 Galerie Wittenbrink München
- 1992 Kunstforum Lenbachhaus München
- 1990, 1992, 1999 Galerie Rolf Ricke Köln
- 1989 Galerie Aedes Berlin
- 1988 Galerie Johnen und Schöttle Köln
- 1983 Galerie Schöttle München

## Arbeiten im öffentlichen Raum (Auswahl)
- seit 2018: Vizekönig, permanente Installation an der Fassade der Michaelskirche in Gräfelfing
- seit 2017: SCHNAPS, Leuchtschirme im Museum für Angewandte Kunst, Köln
- 2014: GLÜCK, 12-teilige Leucht-Inszenierung im Zentrum der Stadt Friedberg (Augsburg)
- seit 2007: LUX, permanente Installation an der Fassade des Reiss-Engelhorn-Museums Mannheim
- seit 2002: KEEP IN VIEW, permanente Installation in der Fassade des Albertinums Dresden
- 2000 DER DIGITALE BLICK, Installation in der Fassade, Bayerisches Staatsschauspiel München
- 1998 Spiegelkäfig für Hanna Schygulla, Théâtre des Amandiers Paris

## Publikationen
- Weinen kannst Du, wenn ich tot bin. Neuauflage, Ullstein Verlag, Berlin 1997, ISBN 978-3-548-24195-1.
- Ein Mann ist kein Mann ist mein Mann. Bollmann Verlag, Bensheim 1996, ISBN 978-3-927901-73-5.
- The New Museum – Private View. Bollmann Verlag, Bensheim 1992, ISBN 978-3-927901-14-8.